# Felipe Flores
Felipe Ignacio Flores Chandía est un footballeur chilien né le 9 janvier 1987 à Santiago. Il évolue au poste d'attaquant AU CD Limache.

## Biographie
Il participe à la Copa Libertadores et à la Copa Sudamericana avec l'équipe de Colo-Colo. En Copa Libertadores, il inscrit un but lors de la réception de l'Atlético Mineiro en février 2015.
Il reçoit deux sélections en équipe du Chili. Il s'agit de deux matchs disputés contre le Pérou en 2012. Il inscrit un but lors du second match.

## Palmarès
- Champion du Chili en 2006 (Ouverture), 2006 (Clôture) et 2014 (Clôture) avec Colo Colo